# 플레이스테이션 모바일
플레이스테이션 모바일(PlayStation Mobile)은 소니 컴퓨터 엔터테인먼트가 추진하는 플레이스테이션 비타 및 안드로이드 OS 탑재 단말 (PlayStation Certified)에서 동작하는 가상 플랫폼이다.